# Arsamenes
 (octobre 2014).
Si vous disposez d'ouvrages ou d'articles de référence ou si vous connaissez des sites web de qualité traitant du thème abordé ici, merci de compléter l'article en donnant les références utiles à sa vérifiabilité et en les liant à la section « Notes et références ».
Arsamenes est un prince perse. Il est le 12e fils du roi Darius Ier. On ignore qui est sa mère.
Il a 15 frères : 
- Arsamès
- Gobryas
- Xerxès Ier
- Masistès
- Hystaspès,
- Ariamenes
- Abrocomès
- Hypérantès
- Artobarzanès
- Ariabignès
- Ariomardos
- Istin
- Pandusassa

Il a 3 sœurs : 
- Artazostre
- Candravarna,
- Mandane, parfois identifiée à Sandauce